# Berlin Music Video Awards
Il Berlin Music Video Awards, noto anche come BerlinMVA o BMVA, è un festival musicale e cinematografico fondato da Aviel Silook che si svolge annualmente a Berlino, in Germania.
Il festival, sin dalla sua creazione nel 2013, è stato una piattaforma per artisti emergenti e professionisti affermati per mostrare il loro lavoro e ottenere riconoscimenti per la loro creatività e abilità cinematografiche.

## Categorie
I video musicali vengono premiati nelle seguenti categorie al BMVA:
1. Best Music Video
2. Best Animation
3. Best Art Director
4. Best Cinematography
5. Best Editor
6. Best Concept
7. Best Director
8. Best Experimental
9. Best Low Budget
10. Best Narrative
11. Best Performer
12. Best Production Company
13. Best Song
14. Best Visual Effects
15. Most Bizarre
16. Most Trashy

I primi classificati in tutte le categorie ricevono il BMVA throphy e il vincitore della categoria Best Music Video riceve un premio in denaro.